# 赵家乡 (东乡族自治县)
赵家乡，是中华人民共和国甘肃省临夏回族自治州东乡族自治县下辖的一个乡镇级行政单位。

## 行政区划
赵家乡下辖以下地区：
赵家村、墙头村、白家村、甘土沟村、石头沟村和克什间村。